# Luciano Acquarone
Luciano Acquarone (Imperia, Reino de Italia; 4 de octubre de 1930-Imperia, Italia; 17 de junio de 2024) fue un atleta italiano especialista en la carrera de larga distancia que compitió por 43 años y destacó en la categoría máster.

## Récords
Lista de los récords mundiales en la categoría máster:
- Media maratón M85: 1:58:32 ,  Sanremo, 6 de octubre de 2015, vigente.[2]
- 3000 m M80: 13:05.3 ( Imperia), 2 de julio de 2011, hasta el 26 de julio de 2011 (roto por Ed Whitlock).
- 3000 m M75: 11:45.28 ( Chivasso), 25 de junio de 2006, hasta el 25 de julio de 2006 (roto por Ed Whitlock).
- Maratón M75: 3:10:57 ( Imperia), 16 de octubre de 2005, hasta el 24 de septiembre de 2006 (roto por Ed Whitlock).
- 3000 m M60: 10:12.0 ( Sinigaglia), 1 de octubre de 1994, hasta el 27 de octubre de 1994.
- 10000 m M60: 34:14.88 ( Turku), 20 de julio de 1991, hasta el 11 de julio de 2013.
- Maratón M60: 2:38:15 ( Turku), 28 de julio de 1991, hasta el 1 de febrero de 2009.
- 3000 m M50: 9:03.6 ( Imperia), 4 de octubre de 1982, hasta el 9 de abril de 2003.
- 10,000 m M50: 32:05.5 ( Génova), 17 de octubre de 1981, hasta el 1 de mayo de 1989.
- Maratón M40: 2:20:21 ( Bruselas), 11 de junio de 1972, hasta el 4 de febrero de 1973.

## Distinciones
- Orden al Mérito de la República Italiana en 2005.[3]